# Висайские острова
Висайские острова (Висайи; таг. и англ. Visayas) — одна из трёх островных групп, составляющих Филиппины. Другими являются расположенный к северу Лусон с прилегающими к нему островами, а также расположенный к югу Минданао.

## География
Основными островами Висайского архипелага являются:
- Бохоль
- Себу
- Лейте
- Негрос
- Панай
- Самар

Принадлежность острова Палаван остаётся спорной, его могут включать как в состав Висайских островов, так и в состав Лусона.

## Население
На островах проживают народы висайя, носители бисайских языков.
По переписи 2010 года на островах проживает 18 003 940 человек.

## Административное деление

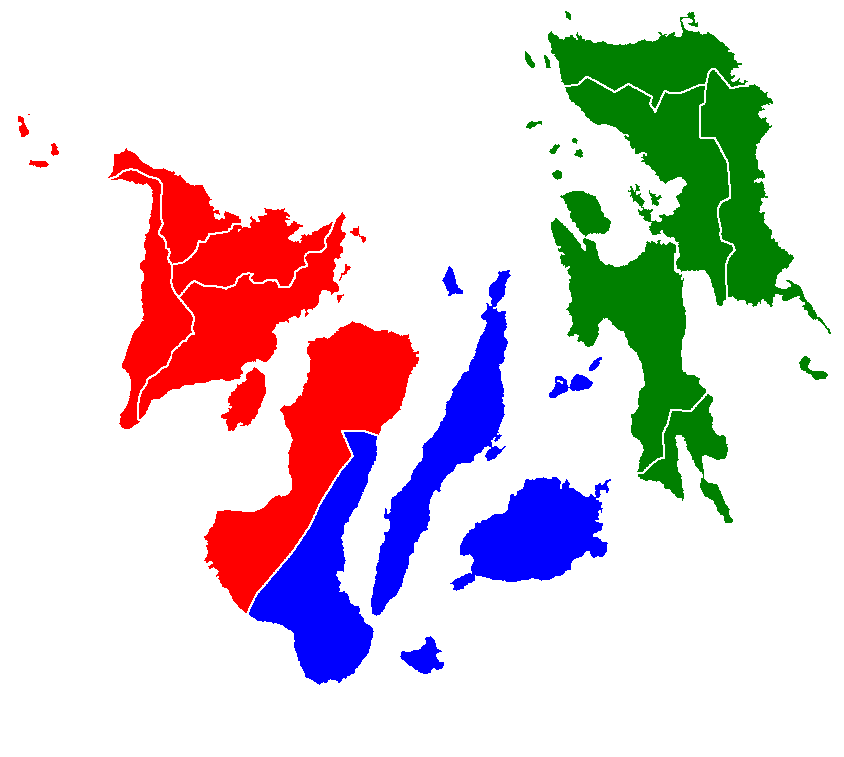
Административная карта Висайского архипелага.
Центральные Висайи
Восточные Висайи
Западные Висайи

Висайские острова подраздёлены на 3 региона, каждый из которых в свою очередь состоит из нескольких провинций:
- Западные Висайи (Регион VI)
  - Аклан
  - Антике
  - Гимарас
  - Западный Негрос
  - Илоило
  - Капис
- Центральные Висайи (Регион VII)
  - Бохоль
  - Восточный Негрос
  - Себу
  - Сикихор
- Восточные Висайи (Регион VIII)
  - Билиран
  - Восточный Самар
  - Лейте
  - Самар
  - Северный Самар
  - Южный Лейте